# Gatzen (Einheit)
Gatzen, auch nur Gazen, war ein bayerisches Volumenmaß. Es wurde in Milch-, Bier- und Maßgatzen unterschieden, die aber alle in der Größe fast gleich waren. Ein Viertelgatzen wurde mundartlich zu Gätzlein oder Gatzl. Es war eigentlich ¼ Maß. Unter Gatzen verstand man kupfernes Geschirr, besonders zum Schöpfen und Messen von Flüssigkeiten.
- 1 Gatzen = ½ Nösel = etwa 0,357 Liter